# Крістобаль Юе
Крістобаль Юе (фр. Cristobal Huet; 3 вересня 1975, м. Сен-Мартен-д'Ер, Франція) — французький хокеїст, воротар.
Виступав за «Гренобль», «Лугано», «Манчестер Монаркс» (АХЛ), «Лос-Анджелес Кінгс», «Адлер Мангейм», «Монреаль Канадієнс», «Гамільтон Бульдогс» (АХЛ), «Вашингтон Кепіталс», «Чикаго Блекгокс», «Фрібур-Готтерон» і «Лозанна».
У чемпіонатах НХЛ — 272 матчі (0+3).
У складі національної збірної Франції учасник зимових Олімпійських ігор 1998 і 2002 (5 матчів); учасник чемпіонатів світу 1997 (група B), 1998, 1999, 2000, 2001 (дивізіон I), 2002 (дивізіон I), 2004, 2008, 2011, 2012, 2013, 2014 і 2015, 2016, 2017. У складі молодіжної збірної Франції учасник чемпіонату світу 1995 (група B). У складі юніорської збірної Франції учасник чемпіонатів Європи 1992 (група B) і 1993 (група B).
Досягнення
- Чемпіон Франції (1998)
- Чемпіон Швейцарії (1999)
- Володар Кубка Стенлі (2010).
- Кращий гравець і кращий воротар першості Франції (1998)[1]